# Asparagus vvedenskyi
Asparagus vvedenskyi là một loài thực vật có hoa trong họ Măng tây. Loài này được Botsch. mô tả khoa học đầu tiên năm 1965.